# Big Girls Cry
Big Girls Cry est une chanson de la chanteuse et compositrice australienne Sia, extraite de son album 1000 Forms of Fear sortie le 25 juin 2014. Le single n'est sortie qu'en Australie et dans certaines parties de l'Europe. Il a été classé en Belgique, en Australie et en France où il a atteint le top 40.
Le 15 octobre 2014, Sia interprète Big Girls Cry à la Recording Academy. Le 2 avril 2015, il est révélé que Big Girls Cry est le troisième single de l'album au Royaume-Uni.

## Classement
| Classement (2014-2015)          | Meilleure position |
| ------------------------------- | ------------------ |
| Australie (ARIA)                | 36                 |
| Belgique (Wallonie Ultratop 50) | 29                 |
| France (SNEP)                   | 18                 |
| Israël (Media Forest)           | 7                  |